# Cố Ung
Cố Ung (chữ Hán: 顧雍; 168-243) là thừa tướng thứ hai của nước Đông Ngô thời Tam Quốc trong lịch sử Trung Quốc.

## Thân thế
Cố Ung tự là Nguyên Thán (元歎), người đất Ngô ở Ngô Quận. Tổ 5 đời của ông là Cố Phụng làm Thái thú Dĩnh Xuyên nhà Đông Hán.

## Sự nghiệp

### Thời Tôn Sách
Cố Ung thời trẻ theo học danh sĩ Thái Ung, được Thái Ung khen ngợi. Ông nổi tiếng ở Giang Đông nhờ giỏi chữ nghĩa và đánh đàn.
Năm 199, Cố Ung được quan địa phương tiến cử với Tôn Sách. Tôn Sách cho ông làm Huyện trưởng huyện Hợp Phì. Sau đó ông đổi sang làm huyện trưởng các huyện Lâu, Khúc A, Thượng Ngu, đều có thành tích cai trị.
Địa bàn của Tôn Sách có 6 quận thuộc Dương châu (Lư Giang, Ngô Quận, Cối Kê, Đan Dương, Dự Chương, Cửu Giang), nhưng với triều đình Đông Hán ở Hứa Xương do Tào Tháo nắm thực quyền chỉ thừa nhận Tôn Sách làm thái thú Cối Kê. Tôn Sách tự mình quản lý cả sáu quận nên phong Cố Ung làm chức "Thừa" ở quận Cối Kê thay Tôn Sách quản lý địa hạt. Ông có công quét sạch giặc cướp lớn nhỏ trong quận, nhờ đó nhân dân được an cư lạc nghiệp.

### Thời Tôn Quyền
Tôn Sách mất, Cố Ung phò trợ Tôn Quyền. Tôn Quyền được Tào Tháo phong làm Thảo lỗ tướng quân. Sau mấy năm làm Cối Kê thừa, Cố Ung được Tôn Quyền phong làm Tả tư mã.
Họ Cố là dòng họ lớn và danh giá ở Giang Đông. Để tranh thủ họ Cố, Tôn Quyền gả con gái Tôn Sách cho con trai trưởng của Cố Ung. Khi ông đón mẹ đến kinh, Tôn Quyền tự mình đến chào mừng.
Năm 220, Tào Phi (con Tào Tháo) cướp ngôi nhà Hán lập ra nhà Ngụy. Tôn Quyền có mâu thuẫn với Lưu Bị (vì việc chiếm Kinh châu giết Quan Vũ) nên quay sang hàng Tào Ngụy, được phong vương. Tôn Quyền lập nước đặt niên hiệu Hoàng Vũ, phong Cố Ung làm Đại lý (phụ trách tư pháp), Phụng thường (tế lễ và quản lý tông thất) rồi Thượng thư lệnh (người quản lý mọi công việc hành chính của Ngô vương).
Cố Ung được Tôn Quyền phong làm Dương Toại hương hầu, sau đó thăng làm Lễ Lăng hầu.
Năm 225, Thừa tướng Tôn Thiệu qua đời. Tôn Quyền phong Cố Ung làm thừa tướng. Dịch Trung Thiên nhận định rằng việc cho Cố Ung và sau đó là Lục Tốn làm quan đầu triều cho thấy sự thỏa hiệp của họ Tôn với quý tộc sĩ phu bản địa, vì cả hai đều là người của các dòng họ lớn tại Giang Đông.

#### Mềm mỏng can vua
Cố Ung hiểu cá tính của Tôn Quyền, vì vậy thường không ra mặt phản đối gay gắt như Trương Chiêu mà lựa lời nói khéo léo, tránh gây mất mặt  cho chủ của mình, mặc dù ông cũng không a dua lấy lòng mà vẫn có chủ kiến riêng như họ Trương. Khi thấy Tôn Quyền làm điều không phải, ông không can ngăn trước mặt quần thần mà viết biểu dâng lên. Tôn Quyền nhận ra sai sót bèn sửa chữa, nhưng vẫn giữ được thể diện Ngô vương, không bị mất mặt với các quan.
Tuy cách làm việc của Cố Ung khác với Trương Chiêu (hòa nhã hơn), nhưng ông có những chủ kiến trong công việc cũng giống Trương Chiêu. Công Tôn Uyên ở Liêu Đông thuộc nước Tào Ngụy tới đặt quan hệ với Đông Ngô, Tôn Quyền muốn sai sứ đi phong chức cho Uyên để lôi kéo cùng đánh Ngụy. Trương Chiêu quyết liệt phản đối và Cố Ung cũng có chung ý kiến với Trương Chiêu. Tôn Quyền không nghe, kết quả Công Tôn Uyên trở mặt giết hai sứ thần Đông Ngô.
Tôn Quyền thích dùng hình phạt nặng với nhân dân. Trương Chiêu ra sức phản đối. Tôn Quyền không muốn nghe, hỏi ý kiến ông. Cố Ung nói rằng:
Pháp lệnh dường như đã quá nhiều rồi. Hình phạt dường như cũng quá nhiều rồi. Tôi cũng nghe trăm họ kêu ca như Trương Chiêu.
Tôn Quyền bèn sai người sửa pháp luật, giảm bớt hình phạt.
Cố Ung thường đi vào dân gian để tìm hiểu những chỗ tốt và chưa tốt trong chính sách cai trị. Khi có việc, Tôn Quyền thường trực tiếp gặp ông bàn bạc. Ông có việc cần tâu cũng trực tiếp gặp Tôn Quyền không sai ai khác đi thay, và cũng không tự ý công khai bày tỏ chính kiến về việc nước trừ phi ông nói chuyện riêng với Tôn Quyền. Cố Ung làm thừa tướng rất ăn ý và được lòng Tôn Quyền.

#### Mời cơm mà chọn người tài
Cố Ung là người trầm tĩnh, ngầm giúp người khác không kể công lao của mình. Có những người tài được ông tiến cử mà họ không biết, bề ngoài mọi người nghĩ rằng đó là sự anh minh cất nhắc của Tôn Quyền. Tôn Quyền muốn đề bạt ai thường sai tới nhà Cố Ung để ông xem thử. Nếu Cố Ung ưng ai thường nói chuyện vui vẻ và giữ người đó ở lại ăn cơm; nếu thấy không làm được thì nói ít và không giữ lại ăn cơm. Tôn Quyền biết cách làm xử thế của ông, thường hỏi người định đề bạt xem có được Cố Ung mời lại ăn cơm không. Nếu người đó tâu có thì lập tức được bổ nhiệm, còn không thì Tôn Quyền xem lại ý định của mình.

#### Giữ mình khiến quần thần không uống rượu
Tôn Quyền thích rượu, họp các quan uống thật say. Cả Trương Chiêu và Cố Ung đều không đồng tình. Nhưng trong khi Trương Chiêu bỏ ra xe đi về và lộ vẻ tức giận thì Cố Ung vẫn ngồi ngay ngắn không nói năng bừa bãi như những người khác. Ông là người không bao giờ uống rượu, tác phong chững chạc, quần áo luôn nghiêm chỉnh. Điều đó làm Tôn Quyền nhận ra dụng ý can ngăn của ông. Sự nghiêm nghị của ông khiến Tôn Quyền e ngại. Những người dự tiệc thấy Cố Ung giữ mình nghiêm cẩn cũng thấy ngại, không dám quá chén. Tôn Quyền thấy vậy nói rằng nơi nào có Cố Ung thì ở đó không ai vui vẻ tiệc rượu được.
Một lần khác, Cố Ung và cháu là Cố Đàm (顧譚) dự tiệc cưới của cháu gái của Tôn Quyền với cháu họ ngoại của Cố Ung. Trong tiệc Đàm uống say bí tỉ, hành động vô lễ trước mặt Tôn Quyền và quan khách. Cố Ung thấy vậy giận lắm, hôm sau gọi Đàm vào trách phạt một hồi rồi quay mặt đi, bắt Đàm đứng phạt cả buổi rồi mới tha cho về.

#### Trị tội Lã Nhất
Lã Nhất (呂壹) là tôi yêu của Tôn Quyền, được phong làm Hiệu úy. Lã Nhất tính tình tàn nhẫn, chấp pháp một cách nghiêm khắc và khốc liệt, lại còn lợi dụng quyền hành hàm oan cho nhiều đại thần.. Lã Nhất còn định hại cả Cố Ung, nhưng có Tạ Hoành (謝厷) can rằng nếu Cố Ung mất chức Thừa tướng thì người thay thế nhất định là Phan Tuấn. Lã Nhất biết Phan Tuấn căm ghét mình nên bỏ việc này. Sau Tôn Quyền biết được Lã Nhất chuyên quyền, bèn bắt tội và giao cho Cố Ung thẩm tra. Cố Ung lúc tra xét vẫn giữ thái độ ôn hòa điềm tĩnh, Hoài Tự (懷叙) thấy vậy có lời chê trách, nhưng Cố Ung nói quan đại thần thì phải chấp pháp nghiêm minh. Thẩm tra xong, Cố Ung hỏi Lã Nhất: "Ông còn gì để nói không ?" Lã Nhất không nói gì, chỉ dập đầu lạy tạ.

## Qua đời
Năm 243, Cố Ung qua đời, thọ 76 tuổi. Ông làm thừa tướng Đông Ngô tất cả 19 năm, là người ở ngôi vị thừa tướng lâu nhất trong cả ba nước thời Tam Quốc. Tôn Quyền cử Lục Tốn lên thay ông.

## Trong Tam Quốc diễn nghĩa
Cố Ung là nhân vật phụ trong tiểu thuyết Tam Quốc diễn nghĩa của La Quán Trung. Ông được mô tả mờ nhạt hơn các văn thần khác như Trương Chiêu, Gia Cát Cẩn và được thăng chức thừa tướng sau khi Tôn Quyền có vương hiệu.